# Alfredo Alves Tinoco
Alfredo Alves Tinoco (Rio de Janeiro, 2 de desembre de 1904 — 4 de juliol de 1975) fou un jugador de futbol brasiler de la dècada de 1930.

## Trajectòria
Pel que fa a clubs, defensà els colors del Vasco da Gama guanyant els campionats estatals de 1929 i 1934. Fou internacional amb la selecció brasilera de futbol, amb la qual disputà el Mundial d'Itàlia 1934.